# Сарты (деревня)
Сарты (баш. Һарт) — упразднённая деревня Дуванского района Республики Башкортостан Российской Федерации. Входила на год упразднения в состав Месягутовского сельсовета.

## Название
От башкирского этнонима һарт Сарт, см. названия аулов Сарт-Лобово, Сарт-Чишма.

## География
Находится на северо-востоке республики, на реке Ай.

## История
В 2002 году была присоединена к селу Месягутово.

## Население
На 1 января 2002 года составляло 511 человек.

## Инфраструктура
Личное подсобное хозяйство с зоной сельскохозяйственного использования, индивидуальная застройка усадебного типа.